# Бразилія у Другій світовій війні

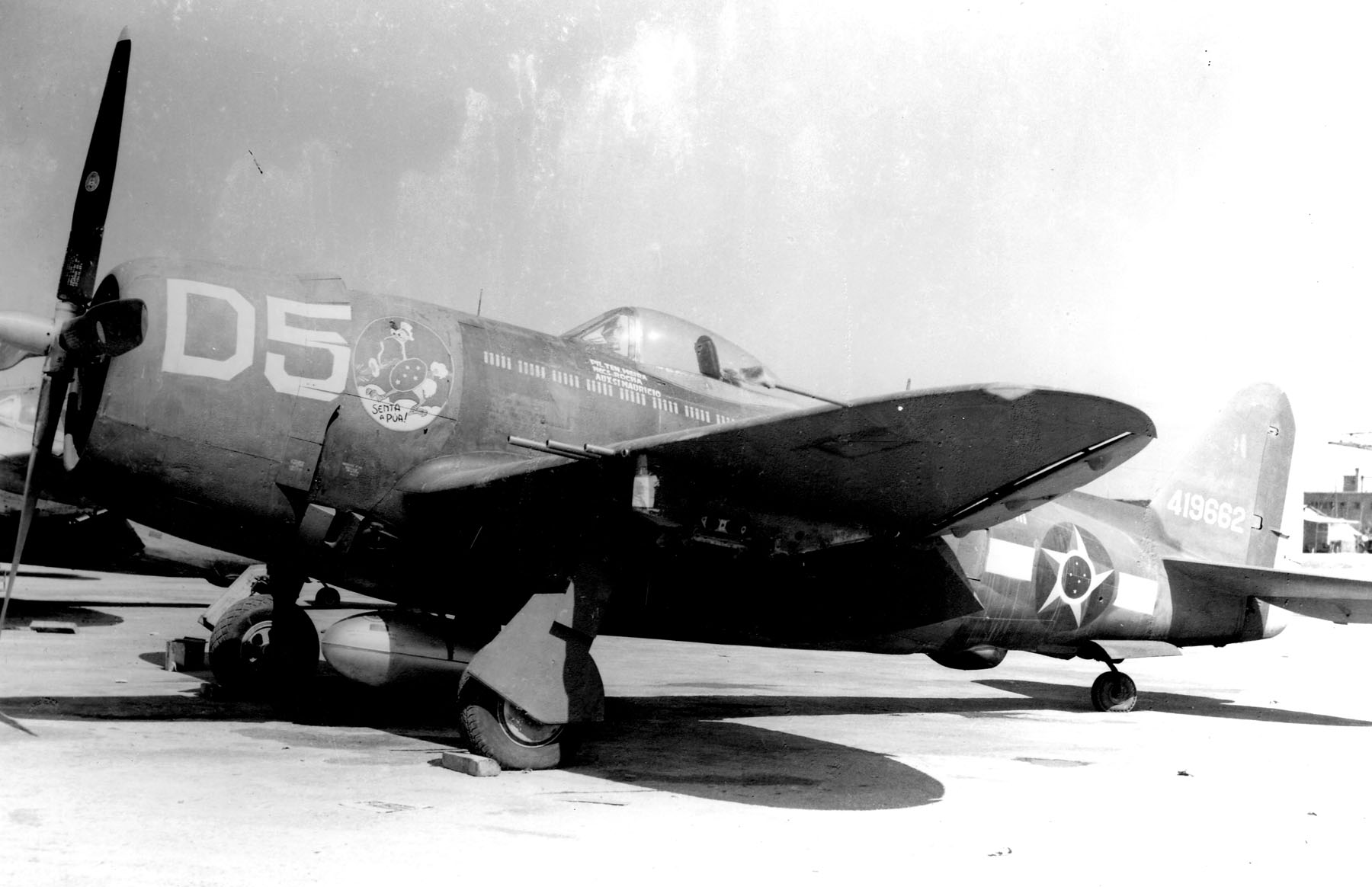
Винищувач-бомбардувальник P-47 бразильського авіазагону в Італії

Бразилія брала участь у Другій світовій війні на боці Антигітлерівської коаліції з 22 серпня 1942 року до завершення війни. Бразилія — єдина країна Південної Америки, що взяла участь у бойових діях, попри те, що всі держави континенту рано чи пізно вступили у війну.

## Передісторія
Економічні зв'язки Бразилії зі США були традиційно сильними, однак у тридцятих роках значно посилилось співробітництво з Німеччиною. Бразильська кава становила 41 % від усього німецького імпорту цього продукту 1938 року, бавовна — 39 %, тютюн — 14 %. 77 % усього бразильського натурального каучуку й 40 % вовни (1937 — навіть 97 %) ішло до Німеччини. Одразу після початку війни Бразилія заявила про свій нейтралітет. Тим не менше, перед урядом Жетулью Варгаса стояв важкий вибір. США суттєво схилялись на бік Великої Британії, а ці дві країни залишалися головними економічними партнерами Бразилії. З іншого боку Німеччина могла виступити в ролі противаги засиллю США в західній півкулі. Таким чином на бік союзників стали олігархи, які остерігались через свої економічні інтереси в разі конфронтації зі США, а за підтримку нацистів виступили військовики. 1940 року, остерігаючись, що після припустимого падіння Британії німці переведуть воєнні дії до західної півкулі, США запропонували розмістити свої військові бази на узбережжі Бразилії із загальним контингентом у 100 тисяч осіб. Бразильські військовики поставились до пропозиції негативно та на деякий час її було заморожено. Того ж року Бразилія спільно зі Сполученими Штатами окупувала Нідерландську Гвіану. Нарешті 26 вересня 1940 року уряд Варгаса заявив, що в разі агресії Німеччини пристане на бік американців. США розцінили це як добрий знак і рекомендували Великій Британії зробити виняток у морській блокаді для німецької зброї, що прямувала до Бразилії.
У січні 1942 року в Ріо-де-Жанейро відбулася нарада міністрів закордонних справ американських держав. Вона рекомендувала розірвати відносини з країнами нацистського блоку та припинити всі торгові зв'язки з ними. Бразилія виконала цю рекомендацію. Було створено Міжамериканську раду оборони під головуванням США та зі штаб-квартирою у Вашингтоні, до неї входила і Бразилія. Таким чином Бразилія остаточно порвала з Німеччиною. У лютому німці почали топити бразильські судна (перша жертва — комерційне судно «Буаркі» торпедовано поблизу берегів США, 1 загиблий), а в липні 10 німецьких підводних човнів вирушили до Південної Атлантики. У середині серпня після торпедування німецькими човнами 6 бразильських цивільних суден у багатьох містах країни пройшли антифашистські мітинги та погроми власності Німеччини та Італії. 22 серпня 1942 року Бразилія оголосила війну країнам Осі.

## Пасивна участь

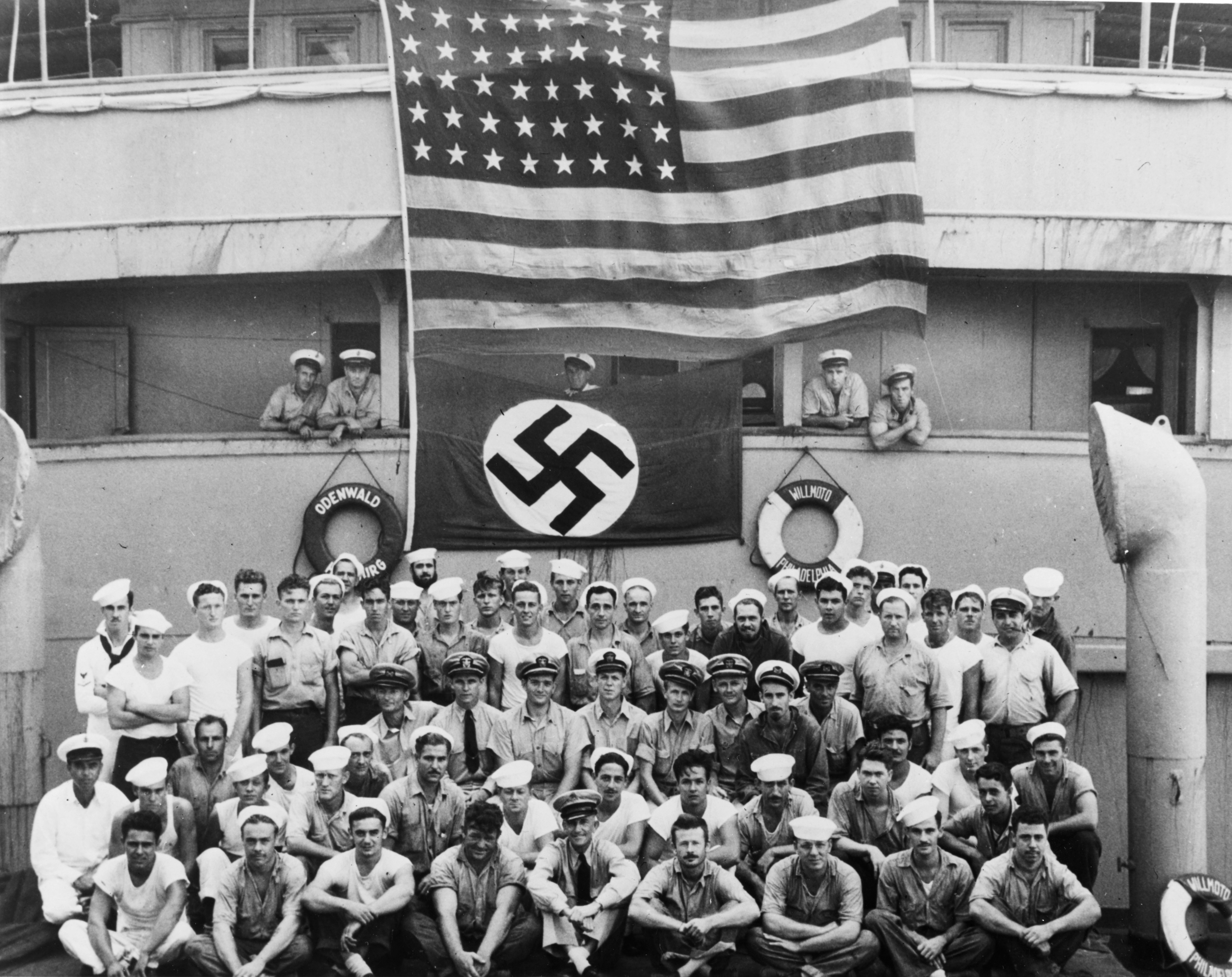
Команда крейсера «Омаха» позує на захопленому німецькому блокадопроривачі «Оденвальд» у листопаді 1941 року

У липні 1941 року, незважаючи на протидію деяких високопоставлених військовиків, почалось будівництво злітних смуг у таких пунктах, як Ресіфі, Белен, Натал, Форталеза, Масейо та Салвадор. Аеродроми будувались дочірньою компанією Panamerican airways та обслуговувались військовослужбовцями США. Метою їх будівництва було постачання британців і пересторога на випадок виникнення загрози для самої Бразилії. Таким чином військові вантажі західних союзників змогли пересуватись за маршрутом Маямі — Карибські острови — «Гвіани» — Белен — Натал — острів Вознесіння — Африка.
У бразильських водах діяло Угруповання ВМФ США у Південній Атлантиці (з березня 1943 — Четвертий флот США) під командуванням Джонаса Інгрема, що базувалося в бразильському порту Ресіфі. У вересні 1942 року Інгрем отримав у своє розпорядження також бразильський флот і авіацію. 1943 року до його складу входили 5 легких крейсерів типу «Омаха», 8 есмінців, деяка кількість невеликих кораблів і 10 ескадрилей різних літаків, що базувались на аеродромах у Бразилії та на острові Вознесіння. Силами четвертого флоту були потоплені німецькі підводні човни U-848 та U-849 й інші судна.

## Експедиційний корпус в Італії

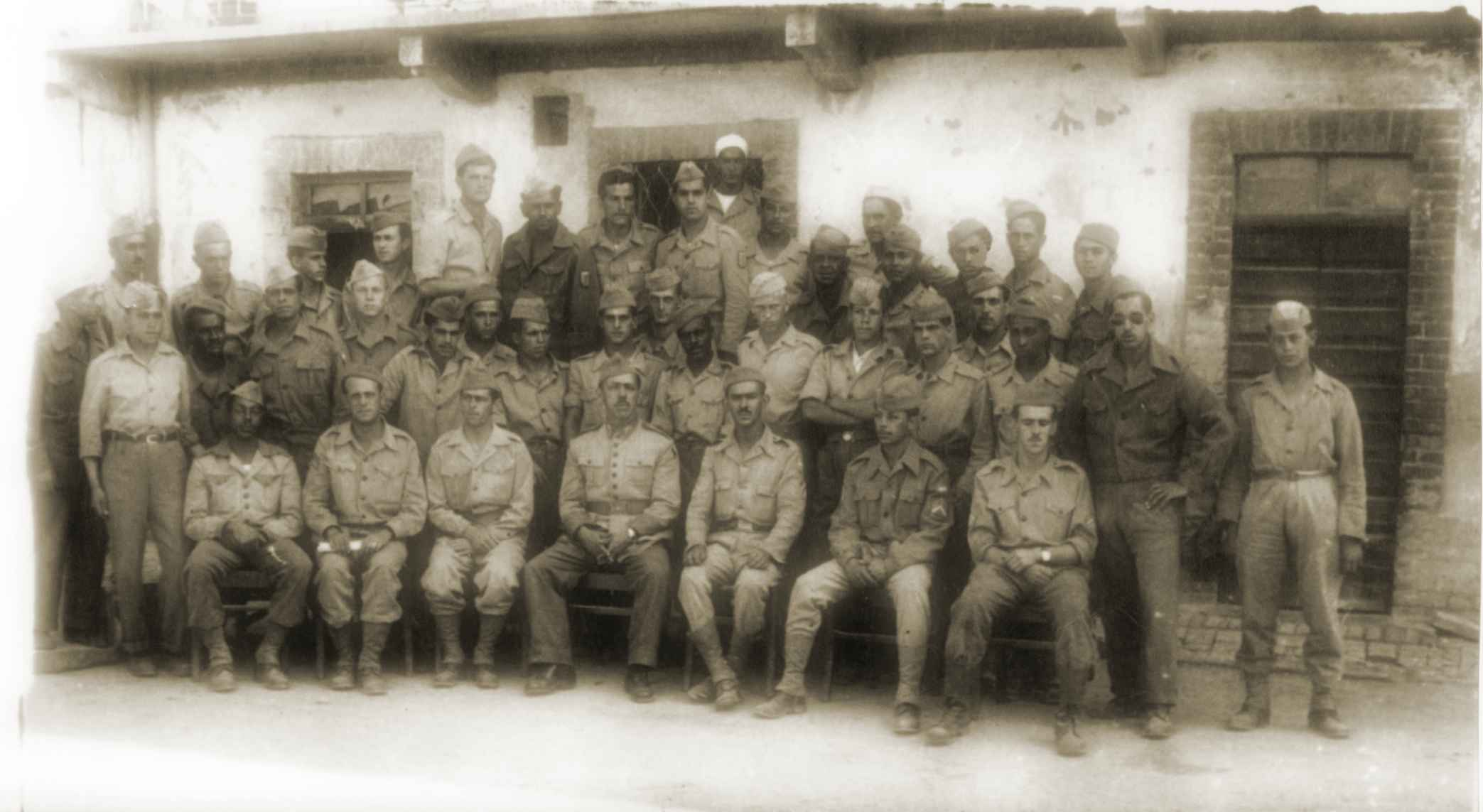
Військовослужбовці бразильського експедиційного корпусу в Італії

28 січня 1943 року в Натале відбулась зустріч між президентом США Рузвельтом і президентом Бразилії Варгасом. Бразильська сторона запропонувала задіяти власну армію у воєнних діях. За задумом бразильців, які плекали ідею перерозподілу колоній на свою користь, така, більш діяльна, участь у війні дасть змогу Бразилії більш діяльно брати участь у влаштуванні повоєнного порядку. Окрім того, вони розраховували на допомогу США в проведенні індустріалізації. США підтримали пропозицію. Первинно бразильські військовики припускали формування трьох-чотирьох дивізій, однак згодом, через труднощі з озброєнням і транспортуванням, зупинились на одній.
У липні 1944 року перша партія бразильців прибула в Неаполь. Разом до складу Бразильського експедиційного корпусу (порт. Força Expedicionária Brasileira) входило 25 334 чоловіки. Він складався з однієї піхотної дивізії та авіаційного угруповання. Бразильська дивізія воювала в складі четвертого корпусу п'ятої армії США на італійському фронті з вересня 1944-го до капітуляції німецьких військ в Італії у квітні 1945 року.

## Наслідки

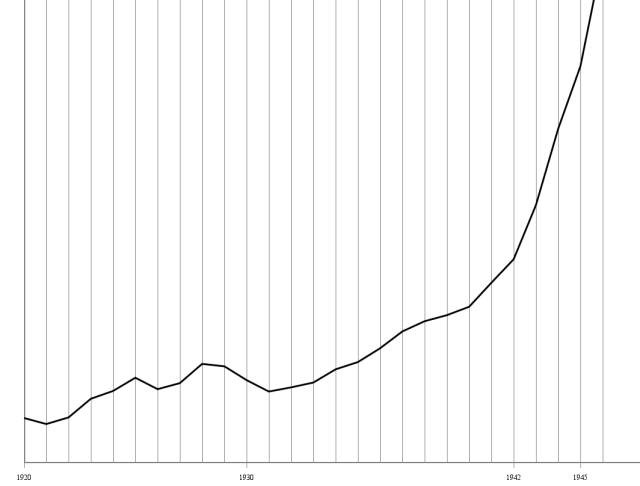
Зростання ВВП Бразилії у 1920–1946 роках

Втрати Бразилії у війні становили 1 889 солдатів і моряків, 3 військових кораблі, 22 винищувачі й 25 комерційних суден. Бразильські збройні сили набули досвіду та суттєвої допомоги озброєнням від США — Бразилія прийняла 70 % від усіх поставок за ленд-лізом для Латинської Америки.
Під час війни відбулося зростання імпортозамісної промисловості, це було пов'язано з державною політикою країни, а також зі скороченням імпорту промислових товарів. 1942 року за допомогою США було збудовано металургійний завод у Волта-Редонді. Через морську блокаду Німеччини, яка означала закриття для Бразилії важливого для неї європейського ринку збуту, загальний бразильський експорт дещо зменшився, однак значно збільшився неєвропейський експорт. Так, продукція текстильних підприємств знайшла собі споживачів в Аргентині та ПАС. США потребували сировини з Бразилії: залізної руди, натурального каучуку, хрому, мангану, нікелю, бокситів, вольфраму, технічних алмазів і монацитових пісків. Усе це призвело до того, що за час війни ВВП Бразилії збільшився в кілька разів.
Війна не принесла повного задоволення бразильській владі, оскільки не виправдались сподівання на перерозподіл колоній європейських держав. Це позначилось на повоєнній політиці країни — Бразилія не відрядила на Корейську війну жодного солдата. Тим не менше, вона щільно опинилась у сфері впливу США. Якщо до війни більшу частину іноземних інвестицій у країні становив капітал Великої Британії, то після неї — США.
Участь у війні фатальним чином позначилась на політиці Варгаса. Суттєво зросли антидиктаторські настрої. Президент був змушений піти на лібералізацію політичної системи. 22 лютого 1945 року було скасовано цензуру в друку, 28 лютого було оголошено про поправки до конституції 1937 року, які передбачали загальні президентські й парламентські вибори. Було звільнено з в'язниць 148 політичних в'язнів, у тому числі предводителя Листопадового повстання 1935 року комуніста Луїса Карлоса Престеса. Лібералізація курсу не врятувала режим Варгаса — 29 жовтня 1945 року його було скинуто військовиками.
Маршал Кастелу Бранку, який прийшов до влади за допомогою армії 1964 року, та декілька міністрів часів хунти брали участь у цій війні.
У Бразилії існує два музеї, присвячених участі цієї країни у Другій світовій війні, та асоціація ветеранів Бразильського експедиційного корпусу. Тіла загиблих із цього корпусу поховані в спеціальному мавзолеї в Ріо-де-Жанейро.